# Миротворский, Сергей Степанович
Сергей Степанович Миротворский (14 сентября 1881, Самара — 3 мая 1920, там же) — российский шахматист и пропагандист игры в шахматы по переписке. По профессии ревизор
В 1907—1916 организовал свыше 50 турниров по переписке (500 участников из более чем 100 городов и других населённых пунктов); во всех турнирах играл сам. Турниры Миротворского привлекли к участию многочисленных любителей, некоторые из них впоследствии приобрели известность в шахматном мире. Трёхкратный чемпион Самары в очных шахматам (1906, 1914 и 1915).
Скончался в Самаре от сыпного тифа. В 1981—1985 был проведён турнир по переписке в память о Миротворском. 

## Книги
- Шахматные турниры по переписке. Самара, 1907—1911, Самара, 1912 (альбом).